# 花茂
花茂（？—1397年），安徽巢縣（今巢湖市）人，明朝初期军事将领。
其早年跟从陳埜先，后归顺朱元璋。之后跟从平定江西，击败陈友谅部队。之后平定中原、山西、陕西，升任武昌衛副千戶。后征讨四川，攻破瞿唐關、重庆，然后攻下左江、右江、田州等地，晋升神策衛指揮僉事。調廣州左衛。后平定陽春、清遠、英德、翁源、博羅等山寨叛乱，晋升指揮同知。平定電白、歸善叛乱，升任都指揮同知。后在广东海边屯兵，晋升都指揮使。之后去世，賜葬安德門。
其有两子，长子花荣沿袭职位。次子花英有其父果敢坚毅之风，亦因军功升任廣東都指揮使。